# Lucy Webb Hayes
Lucy Ware Webb Hayes (Chillicothe, 28 de agosto de 1831-Fremont, 25 de junio de 1889) fue la esposa del presidente Rutherford B. Hayes y primera dama de los Estados Unidos de 1877 a 1881.
Hayes fue la primera primera dama en tener un título universitario. Fue también una anfitriona más igualitaria que las primeras damas anteriores. Defensora de los afroamericanos tanto antes como después de la Guerra de Secesión, Lucy fue la primera en invitar a un músico profesional afroamericano a actuar en la Casa Blanca. Perteneció a la Logia Lincoln Rebekah of the Independent Order of Odd Fellows, junto con su marido.
Los historiadores la han bautizado "Lucy Limonada" debido a su firme apoyo del movimiento de la templanza; sin embargo, contrariamente a la creencia popular, nunca fue referida de ese modo mientras vivió. Fue su marido quien prohibió el alcohol en la Casa Blanca.

## Primeros años
Lucy Ware Webb nació el 28 de agosto de 1831 en Chillicothe, Ohio. Sus padres eran el Dr. James Webb y Maria Cook. Tenía dos hermanos mayores que se convirtieron también en médicos.
En 1833, el padre de Lucy fue a casa de su familia en Lexington, Kentucky para liberar 15-20 esclavos que había heredado de su tía. Había una epidemia de cólera en desarrollo y James atendió a los enfermos. Pronto se contagió del cólera y murió. Amigos de la madre de Lucy le aconsejaron vender los esclavos antes que dejarlos libres. Maria respondió que prefería lavar ropa para ganar dinero antes que vender un esclavo.
El padre de Maria, Isaac Cook, era un defensor de la templanza y animó a la joven Lucy a hacer la promesa de abstenerse del alcohol.

## Educación
En 1844, la familia Webb se mudó a Delaware, Ohio. Los hermanos de Lucy se matricularon en la Universidad Wesleyana de Ohio. Aunque a las mujeres no se les permitía estudiar en la Wesleyana, a Lucy se le permitió inscribirse en el programa de preparación universitaria en la universidad. Un informe de término firmado por el vicepresidente de la Ohio Wesleyan en 1845 señaló que su conducta era "inaceptable" (en ese contexto, significando más allá de cualquier reproche).
Varios meses más tarde Lucy se transfirió a la Cincinnati Wesleyan Female College y allí se graduó en 1850. Lucy era inusualmente bien educada para una joven de su época.
Mientras estaba en la universidad, Lucy escribió ensayos sobre asuntos sociales y religiosos. Uno de ellos llevó por título "¿Viajar en sábado es compatible con los principios cristianos?". En su inicio, leyó un ensayo original, "La influencia del cristianismo en la prosperidad nacional". Lucy parece haber sido influida por el movimiento del sufragio femenino, escribiendo en un ensayo, "La mayoría de las personas reconocen que su mente [la de la mujer] es tan fuerte como la del hombre. (...) En lugar de ser considerada la esclava del hombre, ella es considerada su igual en todas las cosas, y superior en algunas".

## Matrimonio
Lucy conoció a Rutheford B. Hayes en la Universidad Wesleyana de Ohio. Entonces, Lucy tenía catorce años y Rutherford veintitrés. La madre de Rutherford esperaba que ambos sintieran una conexión, pero en este punto Rutherford consideró a Lucy "no lo suficientemente mayor como para enamorarse."

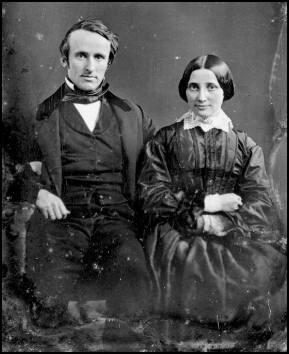
Rutherford y Lucy Hayes fotografiados el día de su boda: 30 de diciembre de 1852.

En 1850, la hermana mayor de Rutherford, Fanny Platt le animó a visitar a Lucy otra vez. Aquel verano Lucy tenía 19 años, y ella y Rutherford asistieron como invitados a la misma boda. Rutherford quedó tan prendado de Lucy que le regaló el premio (un anillo de oro) que había encontrado en el pastel de boda.
En 1851, Rutherford escribió en su diario: «Creo que estoy muy enamorado de  L(ucy). ... Su voz baja y dulce ... sus ojos suaves y ricos.» Rutherford también elogió su inteligencia y carácter: «Ve de un vistazo lo que otros estudian, pero quizás no, estudie lo que no puede ver en un instante. Ella es una mujer genuina, desde el instinto y el impulso alcanza el juicio y reflexión.»
Después de que la pareja se comprometiera, Lucy devolvió el anillo del pastel de boda a Rutherford. Él llevó puesto el anillo para el resto de su vida.
Lucy y Rutherford se casaron en la casa de su madre en Cincinnati en una ceremonia sencilla el 30 de diciembre de 1852.
Pasaron su luna de miel en casa de Fanny en Columbus, Ohio antes de regresar a Cincinnati. En Columbus, Rutherford argumentó un caso ante la Corte Suprema de Ohio mientras Fanny y Lucy se hacían buenas amigas. Las dos mujeres asistían a conferencias y conciertos juntas. Lucy y Fanny una vez fueron a una conferencia de la conocida sufragista Lucy Stone. Lucy Hayes estuvo de acuerdo con Stone que una reforma en la escala de sueldo para mujeres estaba muy atrasada, y que "los métodos" violentos a veces servían al propósito de llamar la atención sobre la necesidad de reformas. Lucy notó que Stone adoptó la posición de que "lo que sea apropiado para un hombre es igualmente correcto para una mujer siempre que tenga el poder." Según Emily Apt Geer de la Biblioteca y Museo Presidencial de Rutherford B. Hayes, "si la influencia de la brillante y agresiva Fanny Platt se hubiera extendido sobre una vida normal, Lucy Hayes podría haberse vuelto activa en el movimiento de los derechos de la mujer." Fanny Platt murió de parto durante el invierno de 1856. Lucy llamó a su sexto hijo y única hija Fanny en memoria de su cuñada y amiga.
La pareja tuvo ocho hijos: Birchard Austin (1853–1926), Webb Cook (1856–1934), Rutherford Platt (1858–1927), Joseph Thompson (1861–1863), George Crook (1864–1866), Fanny (1867–1950), Scott Russell (1871–1923), y Manning Force (1873–1874).
Rutherford había pensado previamente que la abolición de la esclavitud era una acción demasiado radical. Pero, influido por los sentimientos antiesclavistas de Lucy, pronto tras su matrimonio Rutherford empezó a defender esclavos huidos que habían cruzado a Ohio desde Kentucky.
Después de la Elecciones presidenciales de Estados Unidos de 1860, Lucy y Rutherford se unieron al tren presidencial de Indianapolis a Cincinnati.

## Guerra civil
Cuando las primeras noticias de los disparos en Fort Sumter llegaron a Cincinnati, Lucy estaba a favor de la guerra. Sentía que de haber habido en Fort Sumter una guarnición de mujeres, podría no haber habido una rendición. Su entusiasmo animó a Rutherford a alistarse como voluntario en el Vigésimo Tercer regimiento voluntario de Infantería de Ohio. Tan a menudo como pudo, Lucy – a veces con su madre y los niños – visitó a Rutherford en el campo. A menudo ayudaba a su hermano, el doctor Joe Webb, a cuidar a los  enfermos.
En septiembre de 1862, Rutherford fue herido en una batalla en Middleton, Maryland. Pensando que había sido hospitalizado en Washington debido a un error en el papeleo, Lucy se apresuró hacia la capital de la nación. Finalmente encontró a Hayes en Maryland y después de dos semanas de convalecencia, los Hayes regresaron a Ohio, viajando en tren con otras tropas heridas.
Después que Rutherford volviera a su regimiento, Lucy se convirtió en visitante habitual del campamento de Rutherford. Ella atendía a los heridos, confortaba su nostalgia y consolaba a los moribundos. También aseguró suministros de civiles del norte para equipar mejor a los soldados de la Union. Lucy fue a menudo acompañada por su madre en el campamento y su hermano Joe era el cirujano del regimiento. Los hombres del 23º de Infantería de Voluntarios de Ohio la apodaron cariñosamente "Mother Lucy" por su servicio. En cierto momento, William McKinley entonces un joven de veinte años, pasó horas cuidando una fogata porque Lucy estaba sentada cerca.
El hijo pequeño del matrimonio, Joe, murió mientras la familia estaba en un campamento del ejército.

## Congreso
Mientras Rutherford sirvió en el Congreso, Lucy se unió a él en Washington para su temporada social de invierno. Lucy se sentaba habitualmente en la galería de la sala para escuchar los debates del congreso. A menudo llevaba un chal a cuadros para que su esposo pudiera verla.
En 1866, los Hays y otras parejas de congresistas visitaron la escena de los disturbios raciales en Memphis y Nueva Orleans para ver el daño que había sido hecho.
Ella también trabajó por el bienestar de los niños y los veteranos. La pareja perdió a George, su hijo de dos años, por entonces.

## Primera dama de Ohio
Mientras Rutherford fue gobernador de Ohio, Lucy a menudo acompañó a su marido en visitas a prisiones, instituciones correccionales para chicos y chicas, hospitales para enfermos mentales, e instalaciones para sordos y mudos.
En 1870, Lucy y sus amigos establecieron un hogar para huérfanos de soldados en Xenia, Ohio.
Rutherford inicialmente escogió no postularse para un tercer mandato como gobernador y en 1873, la familia se mudó a Spiegel Grove. El tío de Rutherford, Sardis Birchard, había construido unos años antes la casa con ello en mente. Esta casa más tarde se convertirá en la primera biblioteca presidencial.
En 1875, Rutherford se postuló y ganó un tercer mandato como gobernador. La dura lucha por la victoria trajo a Rutherford prominencia nacional. En junio de 1876, fue nominado para presidente por el partido Republicano.
Lucy desempeñó un activo papel en la administración de su marido y presionó a la legislatura estatal para proporcionar más financiación a escuelas, orfanatos, y asilos mentales.
Su hijo más joven, nombrado Manning General F. Force, nació y murió en 1873, mientras la familia Hayes vivía en Spiegel Grove.

## Primera dama de los Estados Unidos
La elección presidencial de 1876 fue una de las más polémicas en la historia del país. Hayes no fue declarado el ganador hasta el 1 de marzo de 1877, cinco meses después del día de las elecciones. La declaración se retrasó tanto que la familia Hayes cogió un tren a Washington sin estar seguros si Rutherford era el presidente  electo. La mañana del 2 de marzo, se despertaron cerca de Harrisburg para recibir la noticia de que el congreso finalmente había declarado a Hayes presidente de los Estados Unidos.

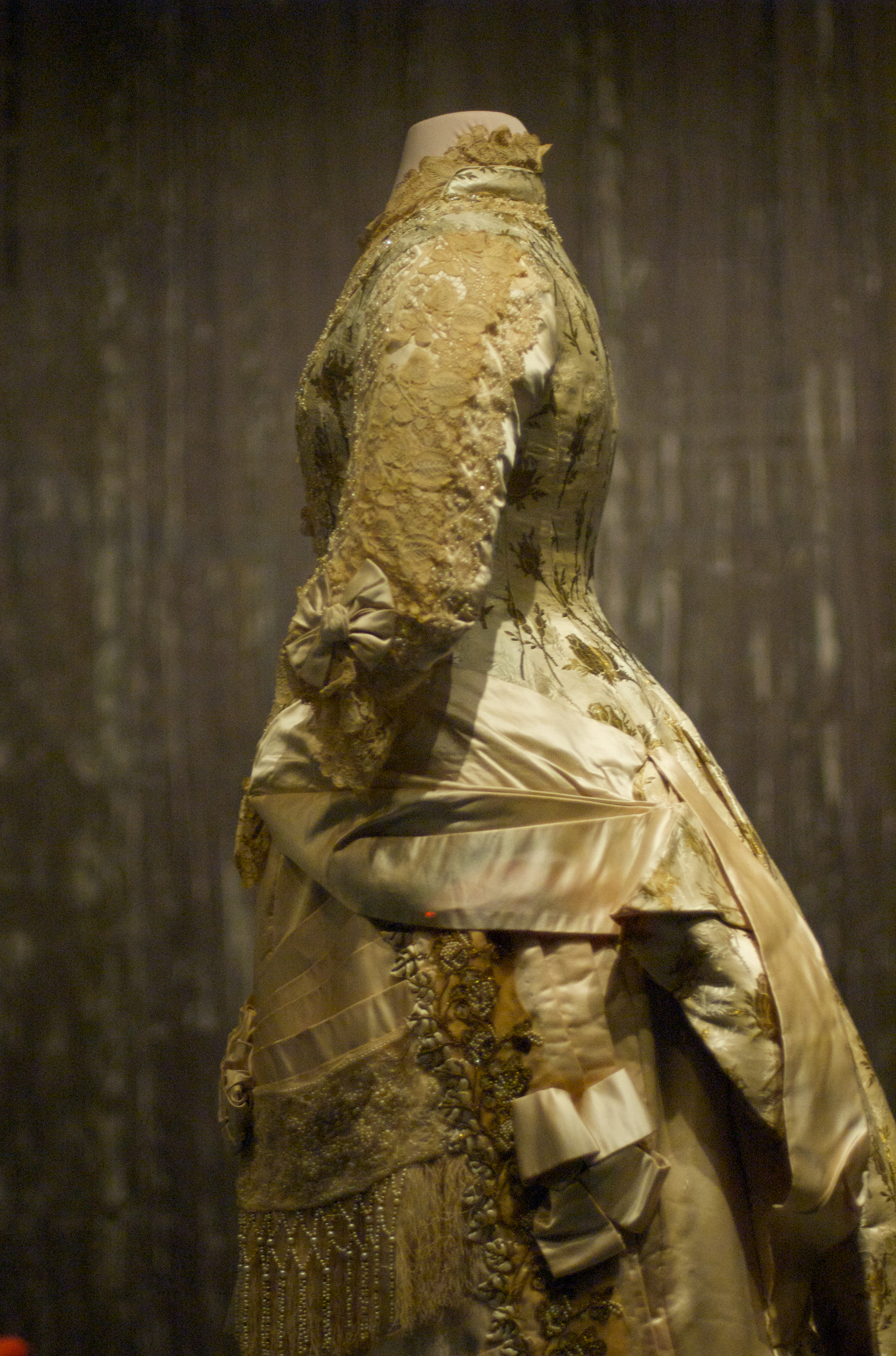
Vestido de recepción de Lucy Hayes, en el Museo Smithsoniano de Historia americana

En los primeros días de la administración Rutherford, la ocupación militar del sur por el norte y la época de la reconstrucción llegaron a su fin.
Los fondos de restauración para la Casa Blanca no estaban disponibles cuando llegaron, así que Lucy recuperó mobiliario viejo del ático y recolocó muebles para esconder agujeros en alfombras y cortinas. Según el asistente ejecutivo William Cook, "cualquier cosa realmente buena conservada se debe a esta dama enérgica."
Por el tiempo de la investidura de Rutherford, la posición de primera dama era cada vez más prominente a nivel nacional e internacional. Había un número creciente de mujeres periodistas en los Estados Unidos de finales del siglo XIX. Las reporteras dedicaron mucho tiempo y energía en cubrir los movimientos de la mujer más visible en América: la primera dama. La atención empezó tras la investidura de Rutherford, con el New York Herald escribiendo: " La señora Hayes es una mujer atractiva y encantadora. Es la vida y el alma de cada evento ... Para ser madre de tantos niños se ve ... juvenil."
Lucy Hayes fue la primera mujer de un presidente en ser ampliamente referida como la primera dama por la prensa, cuando Mary Clement Ammes se refirió a ella como la "Primera Dama" en una columna periodística sobre la investidura. Avances en la tecnología de la impresión permitieron ya que un gran público masivo contemplara ilustraciones de la nueva primera dama en la investidura de 1877.
En este tiempo aun no era costumbre que la esposa del presidente tuviera un equipo de asistentes, pero a diferencia de las anteriores primeras damas, Lucy no tenía ninguna hija adulta para ayudarla en su trabajo. Lucy dependió de sobrinas, primas, e hijas de amigos para ayudarla con la organización de eventos sociales, y la presencia de estas damas jóvenes ayudó a animar la Casa Blanca bajo los Hayes.
Lucy amaba los animales. Un gato, un pájaro, dos perros, y una cabra residieron con la familia Hayes en la Casa Blanca.
En 1879, el The Washington Post describió el vestido de Lucy en la recepción de Año Nuevo en la Casa Blanca, "El vestido de la Señora Hayes era sencillo y elegante ... Con su buen gusto acostumbrado no llevaba ninguna joya, y el penacho blanco en su cabello negro caía en agraciados pliegues."
En la primera cena de estado organizada el 19 de abril de 1877 en honor a los grandes duques rusos Alejo y Constantino, se sirvió una "cuota completa" de vinos. Pero poco después de esto, el presidente Hayes hizo saber que no volverían a ofrecerse bebidas alcohólicas en los eventos de la Casa Blanca. Las seis copas de vino colocadas ante cada plato habían enfurecido a los defensores de la templanza y Rutherford creía que el Partido Republicano necesitaba el voto de la templanza. La decisión fue de Rutherford, aunque Lucy pudo haber influido. Aunque la familia Hayes era generalmente abstemia, anteriormente habían servido bebidas alcohólicas en su hogar en Ohio. Pero debido a que Lucy era una conocida abstemia (Hayes a veces bebió cerveza cuando visitaba Cincinnati) fue culpada de la ley seca en la Casa Blanca.
En general, Lucy tenía un estilo más informal que se reflejaba en las recepciones que ofrecía durante la temporada social de invierno en Washington. Durante las vacaciones, invitó a miembros del personal y sus familias a la Cena de Acción de Gracias y abrió regalos con ellos la mañana de Navidad. El operador del telégrafo de la Casa Blanca y las secretarias fueron incluidos en el grupo de Acción de gracias. El grupo era tan grande que se necesitaron tres pavos y un cerdo asados para alimentarlos a todos. Lucy era amable con el personal de la Casa Blanca, y también permitió que los sirvientes de la Casa Blanca se tomaran un tiempo libre para asistir a la escuela.

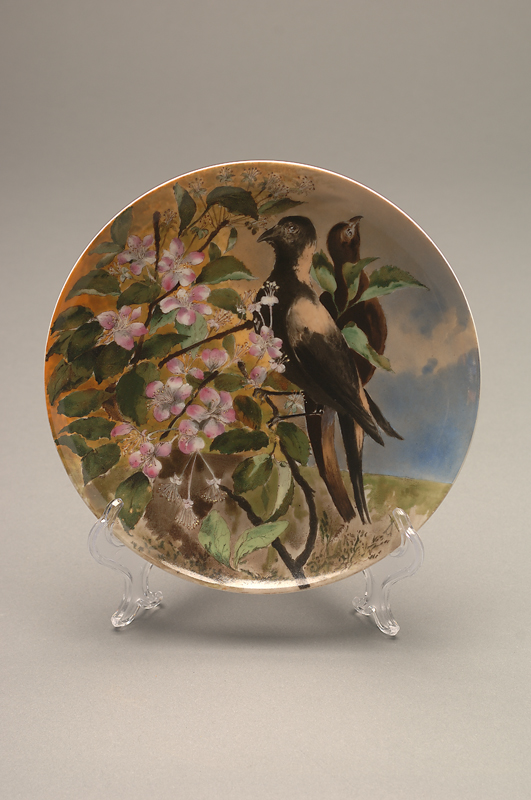
Plato Hayes de porcelana para las cenas presidenciales, 1877

El 31 de diciembre de 1877, Rutherford y Lucy celebraron sus bodas de plata en la Casa Blanca.
Las novedades más significativas durante el mandato Hayes fueron la instalación de baños con agua corriente y un teléfono de pared. Lucy fue la primera primera dama en usar una máquina de escribir, un teléfono, y un fonógrafo, y la primera en disfrutar de un sistema permanente de agua corriente.
Lucy prefirió ampliar los invernaderos antes que emprender un programa de redecoración de la Casa Blanca. La sala de billar, que conectaba la casa con los invernaderos, fue convertida en un elegante invernadero y la mesa de billar fue retirada al sótano. Las ventanas cerradas de la Sala del Comedor del Estado fueron abiertas para que los comensales pudieran contemplar los mejorados invernaderos. Algunos norteamericanos consideraban la mesa de billar un juguete de hombres ricos, y los Hayes se alegraron de perderla de vista.
Todos los días, se traían flores frescas de los invernaderos para decorar la Casa Blanca. Ramos adicionales eran enviados a amigos y hospitales de Washington. El mantenimiento de los invernaderos representó una cuarta parte de los gastos de la Casa Blanca bajo los Hayes.
Pensando en celebrar la fauna y flora norteamericanas, Lucy encargó a Theodore R. Davis el diseño de nueva porcelana para la Casa Blanca. Después de utilizar las piezas, la socialité de Washington Clover Adams se quejó que era difícil tomar la sopa con calma con un coyote que saltaba de detrás de un pino en el plato.
La música era importante para Lucy y, mientras músicos famosos actuaron en eventos formales de la Casa Blanca, "cantos" informales se desarrollaban en las zonas privadas. Lucy cantaba y tocaba la guitarra, y era acompañada por los talentos de amigos y familiares. En ocasiones, el secretario del Interior Carl Schurz tocaba el piano mientras el vicepresidente William A. Wheeler, el secretario del tesoro John Sherman, y su hermano, Gen. William T. Sherman, se unían para cantar canciones evangélicas.

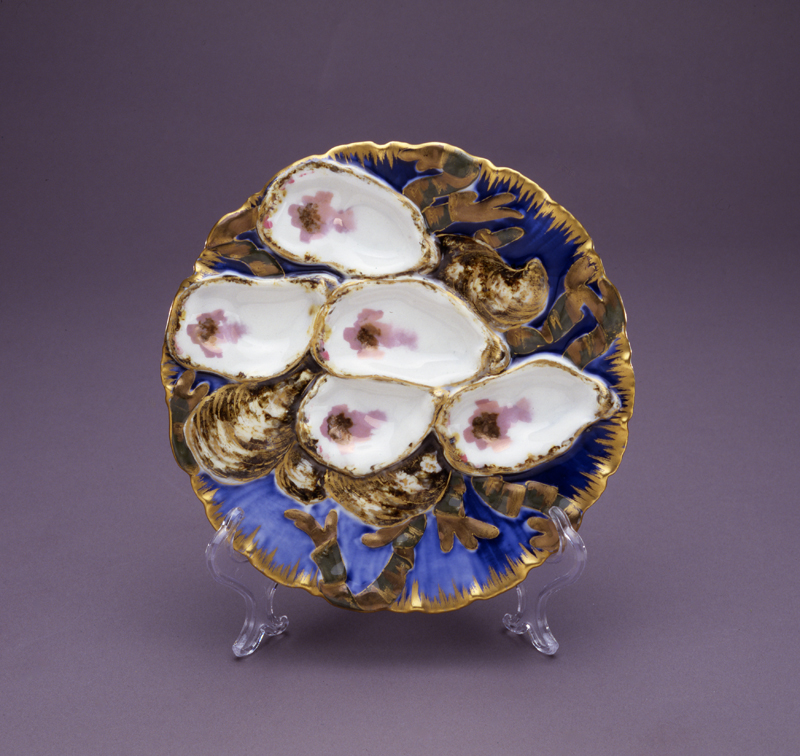
Plato Hayes con ostras de porcelana para las cenas presidenciales, 1877.

Lucy acompañaba habitualmente a su marido en los viajes alrededor del país. Rutherford viajó tanto que el Chicago Tribune le apodó "Rutherford the Rover." En 1877, la pareja emprendió una visita por el sur con la esperanza de mejorar la unidad nacional. El Richmond Dispatch informó que Lucy "se ganó la admiración de las personas donde ha estado."
En 1878, Lucy recorrió Filadelfia sin su marido. Visitó la  Academy of Fine Arts, la Philadelphia School of Design for Women, y el  Woman's Medical College, así como varias escuelas y orfanatos. Es la primera ocasión documentada de una primera dama realizando un acto oficial independientemente de su esposo el presidente.
En 1880, Lucy fue la primera cónyuge presidencial en visitar la costa oeste mientras su marido era presidente. Durante la gira, Lucy y Rutherford se reunieron con Sarah Winnemuca. Lucy quedó conmovida hasta las lágrimas por el discurso apasionado de Winnemucca por las tierras americanas nativas.
La compasión y sinceridad de Lucy la hicieron muy apreciada en Washington. Visitaba regularmente la National Deaf Mute College (hoy Galludet) y el Hampton Institut, donde patrocinó una beca para un estudiante. Continuó mostrando preocupación por los pobres al contribuir generosamente en organizaciones benéficas de Washington. Solo en enero de 1880, Lucy y Rutherford donaron $990 para ayudar a los pobres en Washington.
Aun así, Lucy rehusó mostrar su apoyo público a ningún grupo en concreto, prefiriendo servir como ejemplo moral a la nación. Rutherford una vez comentó: "No sé cuánta influencia tiene la señora Hayes en el Congreso, pero tiene una gran influencia conmigo."
Como primera dama, Lucy defendió la conclusión del Monumento a Washington.

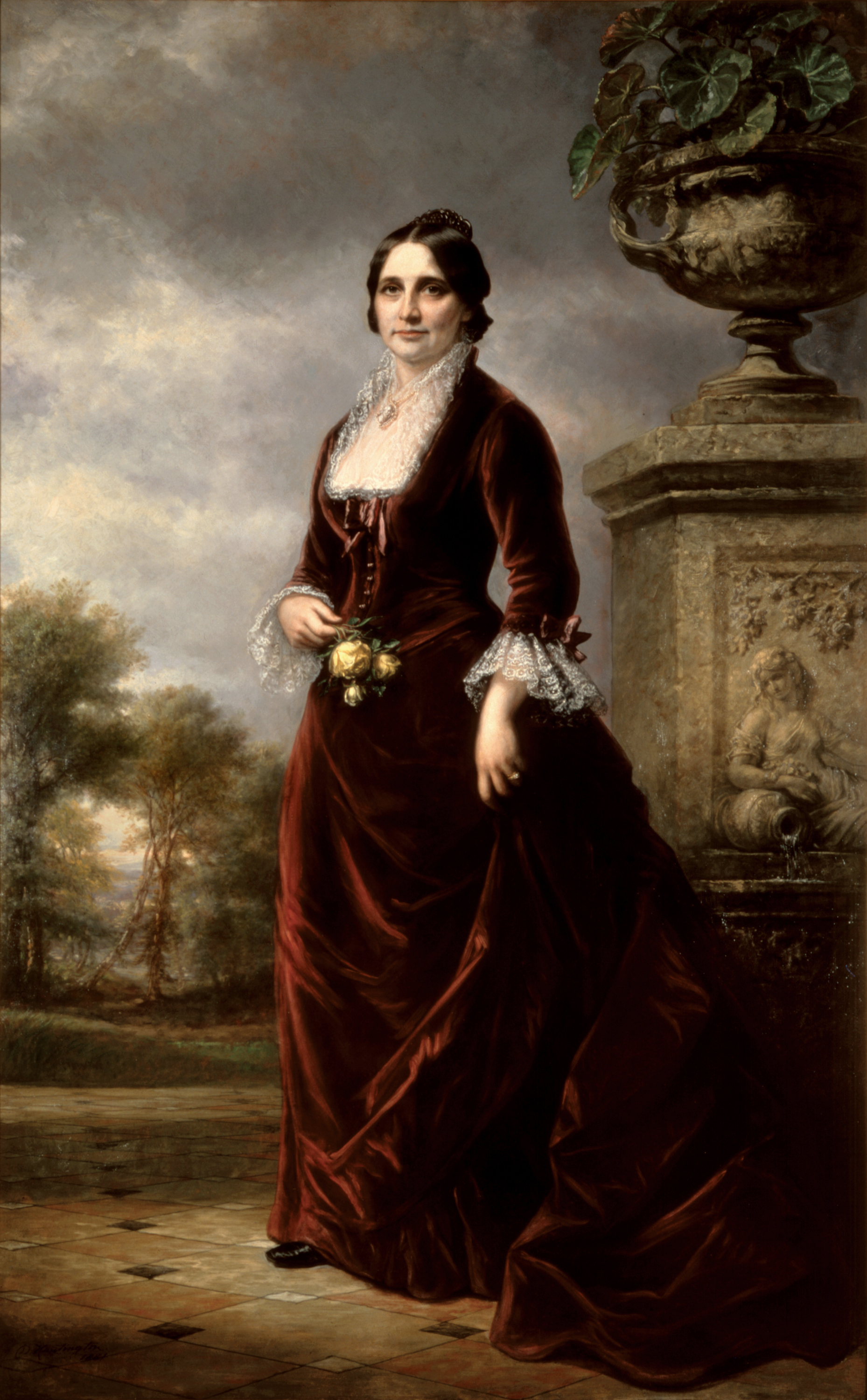
Retrato oficial en la Casa Blanca de la primera dama Lucy Webb Hayes, Daniel Huntington, 1881. La Woman's Christian Temperance Union pagó este retrato.

Cuando a los niños de Washington se les prohibió buscar sus huevos de Pascua en los terrenos del Capitolio, fueron invitados a utilizar el césped de la Casa Blanca en el lunes siguiente a la Pascua.
Lucy fue amiga de otras primeras damas. Durante su tiempo como primera dama, Lucy visitó a Sarah Polk y viajó a Mount Vernon donde vivió Martha Washington y a Montpelier donde residió Dolley Madison. Le pidió a Julia Tyler que la ayudara a oficiar una recepción en la Casa Blanca y era amistosa con la anterior primera dama Julia Grant. También era amiga de otras futuras primeras damas incluyendo Lucretia Garfield, Ida McKinley, y Helen Herron Taft.
Cuando se encargaron los retratos de los anteriores presidentes para la Casa Blanca, Lucy insistió en que los retratos de Martha Washington y Dolley Madison también se colocaran en sus paredes. El retrato oficial de Lucy pintado por Daniel Huntington fue encargado por la Woman's Christian Temperance Union.
En su 48.º cumpleaños, Rutherford escribió a Lucy, "Mi vida contigo ha sido tan feliz--tan exitosa--más allá de las anticipaciones razonables, que  pienso en ti con un agradecimiento amoroso que no sé cómo expresar."
Rutherford mantuvo su promesa de servir solo un término, y la familia Hayes regresó a su hogar en Fremont, Ohio, Spiegel Grove, en 1881.

## Opiniones sobre la raza
Lucy Hayes fue una defensora de los afroamericanos tanto antes como después de la Guerra de Secesión. Se mantuvo en contacto con los antiguos esclavos de su familia, y empleó a algunos. Winnie Monroe, una esclava liberada por Maria, la madre de Lucy, finalmente se trasladó a la Casa Blanca con la familia Hayes como cocinera y enfermera. Más tarde, Lucy animaría a la hija de Winnie Monroe, Mary a asistir al Oberlin College.
Los Hayes eran tan conocidos por su simpatía hacia los afroamericanos que un mes después de su regreso a Cincinnati desde Columbus, un bebé negro fue abandonado en su puerta.
En 1861, Lucy escribió a su marido, "si hay un contrabando [esclavo huido] en el campamento--- no dejes que el 23.º regimiento se deshonre regresándolo [a él o ella]."
Como primera dama, Lucy invitó artistas afroamericanos a la Casa Blanca. En 1878, Marie Selika Williams (1849-1937), también conocida como Madame Selika, actuó en la Casa Blanca. Presentada por Frederick Douglass, Madame Selika fue el primer caso de músico profesional afroamericano en actuar en la Casa Blanca.

## Opinión sobre la templanza
Lucy era una conocida abstemia, habiendo firmado de muy joven una promesa de abstenerse del alcohol.
Las bebidas alcohólicas estuvieron prohibidas en la Casa Blanca durante el mandato de Rutherford, pero los historiadores generalmente acreditan a Rutherford la decisión final de prohibir el alcohol. Lucy se oponía a la prohibición. Prefería persuadir antes que impedir y no condenó a quienes tomaban alcohol con moderación.
Lucy no fue miembro de ningún grupo por la temperancia. Resistió los intentos de la Woman's Christian Temperance Unión de reclutarla como líder por temor a crear consecuencias políticas a su marido por asociación con una causa controvertida.
La Woman's Christian Temperance Unión pagó el retrato de Lucy hecho por Daniel Huntington antes de dejar la Casa Blanca.
Las primeras referencias escritas a "Lucy Limonada" no aparecen hasta el siglo XX, el cual empezó once años después de la muerte de Lucy, según Tom Culbertson del Hayes Center. Centenares de artículos, historietas, y poemas se dedicaron a la crónica y parodia de su oposición a la bebida. El historiador Carl Anthony sugiere que la leyenda de Lucy Limonada podría haberse vuelto tan popular en historiadores de inicios del siglo XX, debido al mayor estigma moral asociado entonces con el consumo de alcohol.

## Opinión sobre el sufragio
Cuando era joven, Lucy expresó opiniones que sugerían que estaba a favor del sufragio femenino, pero no se unió a ninguno de los grupos por el sufragio prominentes de la época. Dos de las tías de Lucy estuvieron implicadas en el movimiento sufragista.
Muchos historiadores creen que si su cuñada Fanny Platt hubiera vivido más, Lucy se habría convertido en una defensora comprometida del sufragio femenino.

## Últimos años

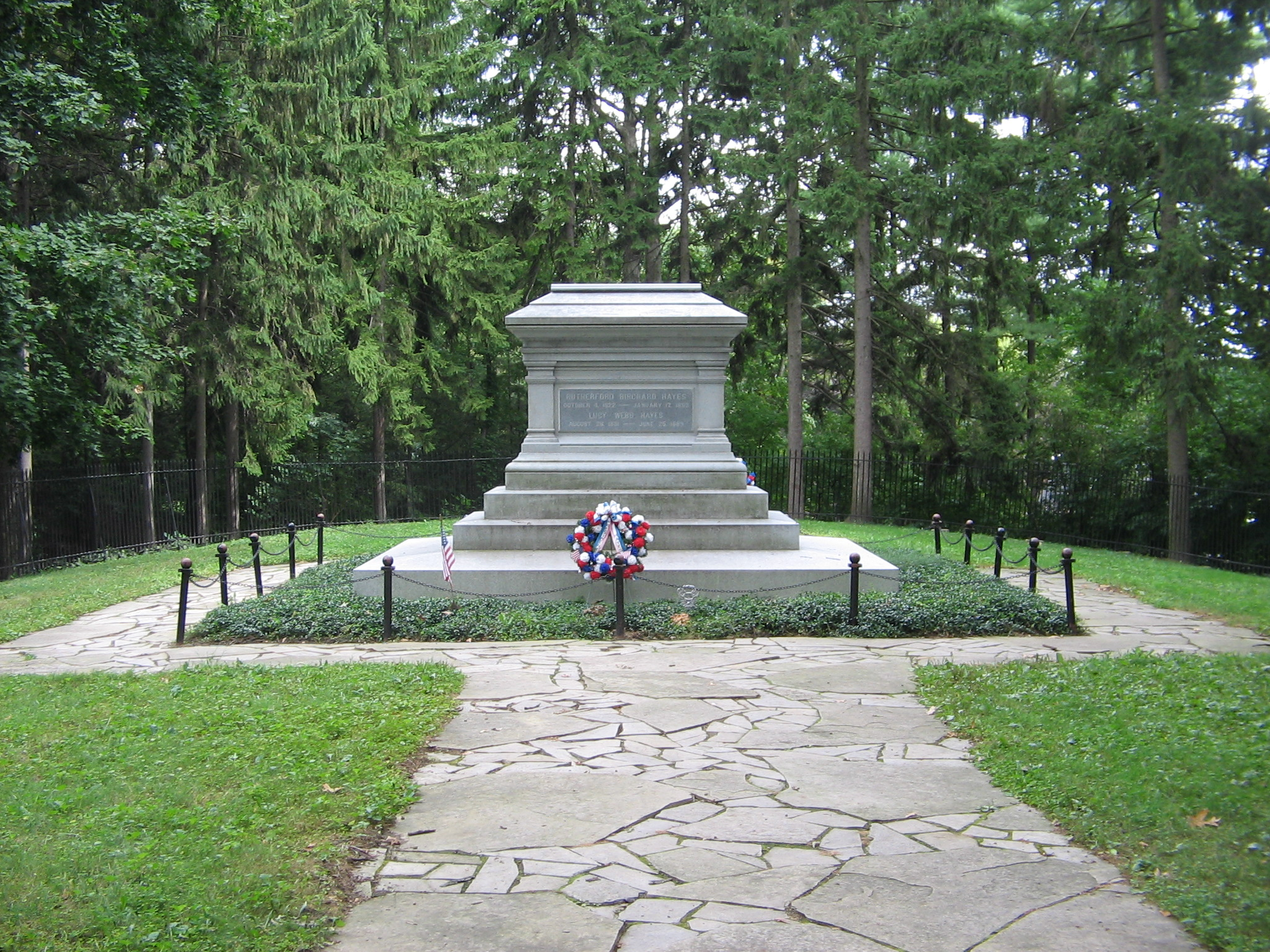
Tumba de Rutherford B. y Lucy Webb Hayes en Spiegel Grove, su casa en Fremont, Ohio, Estados Unidos. La propiedad ha sido declarada un Hito Histórico Nacional.

De regreso en Ohio, Lucy se unió al Woman's Relief Corps (fundado en 1883), daba clases en la escuela dominical, asistía a reuniones del 23 regimiento de voluntarios de Infantería de Ohio, y recibía a visitantes distinguidos en Spiegel Grove. Lucy también se convirtió en presidenta nacional de la recién formada Woman's Home Missionary Society of the Methodist Church. Como presidenta, llamó especialmente la atención sobre la difícil situación de los afroamericanos pobres del medio urbano en el Sur. También habló contra la poligamia mormona. Sin embargo, cuando Susan B. Anthony le pidió que enviara delegadas de la Home Missionary Society a una reunión del Consejo Internacional de Mujeres, Lucy se negó.
Hayes vivió sus últimos ocho años en Spiegel Grove. Unos días después de sufrir un derrame cerebral, murió el 25 de junio de 1889. Tenía 57 años. Las banderas de todo el país fueron bajadas a media asta en su honor.
Rutherford murió tres años y medio más tarde y fue enterrado junto a su mujer. En 1915, sus restos fueron trasladados a Spiegel Grove. A su lado están enterrados su perro Gryme y dos caballos llamados Old Whitey y Old Ned.

## Legado
Lucy Hayes fue primera dama durante una importante época de transición en la historia estadounidense del siglo XIX. Las principales tendencias económicas de la década de 1870 incluyeron el auge de las empresas nacionales, cambios en los centros agrícolas, y el desarrollo de una balanza comercial favorable a los Estados Unidos. El acelerado movimiento de población de las áreas rurales a las urbanas también provocó grandes cambios sociales.
Emily Apt Geer explica:

Una feminista del siglo XX podría lamentar que Lucy Hayes no apoyara el sufragio femenino, pero esto habría sido contrario a su código social y su concepto del papel de una esposa política. Sin embargo, el ejemplo que Lucy Hayes estableció para la nación como anfitriona, y ama de casa, la adoración y el respeto que le otorgó su familia, sus esfuerzos por ayudar a otras personas, su sincero interés en la política y el alcance de la educación, prometieron una mejora por el estado futuro de la mujer en la estructura social e intelectual estadounidense.
Spiegel Grove es gestionado por la Ohio History Connection y está abierto al público.